# はたらこねっと
はたらこねっとは、ディップ株式会社が運営する社員・派遣・パートの総合求人サイト。

## 歴史
2000年10月に、求人広告業界初のポータルサイトとしてサービス開始。
2001年4月2日にはJ-スカイに人材派遣ポータルサイトの「はたらこねっと」が追加されている。
2017年に「派遣求人情報サイト」から「総合求人情報サイト」へと方針を転換した。
oricon MEが顧客満足度について調査を行った「2021年 派遣情報サイトランキング」では1位を獲得している。
2025年 オリコン顧客満足度®調査 派遣求人サイト 第1位を獲得している。

## イメージキャラクター
- 広末涼子（2003年）
- 篠原涼子（2007年）
- 上戸彩（2011年、2017年）
- 菊川怜（2011年）
- 忽那汐里（2011年）